# Al-Akhtal
Al-Akhtal (Ghiyath ibn Ghawth al-Taghlibi al-Akhtal), född omkring 640, död 710, var en arabisk poet.
Al-Akhtal verkade under Umayyadernas dynasti och var även politiskt aktiv. Han var hovpoet hos kalifen Abd al-Malik.